# Fred Brooks
Frederick Phillips Brooks, Jr. (født 19. april 1931, død 17. november 2022) var en amerikansk videnskabsmand indenfor datalogi. Brooks er blandt andet kendt for bogen "The Mythical Man-Month". Bogen er skrevet på baggrund af Books' erfaring som projektleder på udviklingen af IBM's OS/360 styresystem.